# Aleksandre Melderis
Aleksandre Melderis (1909 - 1986 ) fue un botánico letón - inglés.

## Algunas publicaciones
- 1946. Leersia friesii n. sp.-a new African species
- 1956. New taxa of afroalpine grasses
- 1967. Pflanzen und Tiere Europas. The Natural history of Europe. Ilustró Wilhelm Eigener. Ed. A. Melderis, flora, & Joyce Pope, fauna, etc. Tradujo H. Korman. 9 pp.
- 1972. Flora Europaea: notulae systematicae ad floram Europaeam spectantes. Nº 12

### Libros
- 2011. A Handbook of British Flowering Plants. Con E.B. Bangerter. Edición reimpresa de BiblioBazaar, 366 pp. ISBN 1176015036

- 1949. Calamagrostis pseudophragmites (Hall f.) Koeler, Poa sphondylodes Trin. and the tribe Hordeae. Ed. Tryckeri Aktiebolaget Thule. 53 pp.

- 1937. Latvijas Ūniversitātes Botaniskā dārza augu mājas. Editor Latvijas Ūniv. Botaniskā dārza izdevums, 143 pp.

## Honores

### Epónimos
- (Poaceae) Festulpia × melderisii Stace & R.Cotton[1]

- La abreviatura «Melderis» se emplea para indicar a Aleksandre Melderis como autoridad en la descripción y clasificación científica de los vegetales.[2]